# Goričanovec
Goričanovec – wieś w Chorwacji, w żupanii krapińsko-zagorskiej, w gminie Đurmanec. W 2011 roku liczyła 283 mieszkańców.